# 吉田吉十郎
吉田 吉十郎（よしだ きちじゅうろう、1857年（安政3年12月） - 1942年（昭和17年）7月21日）は、日本の弁護士。政治家、衆議院議員（1期）。

## 経歴
播磨国明石郡(のち兵庫県明石郡、現・明石市)生まれ。1875年、飾磨県師範学校（後の兵庫県師範学校→兵庫師範学校→神戸大学教育学部、現在の神戸大学国際人間科学部）卒。茂松法律学校で学ぶ。兵庫県会議員、同郡部会議長、明石市会議員、同副議長、同議長となる。また、弁護士となり、破産管財人となる。
1898年3月の第5回衆議院議員総選挙において兵庫4区から立憲自由党公認で立候補して当選した。衆議院議員を1期務め、同年8月の第6回衆議院議員総選挙は不出馬。1942年に死去した。